# Bismarck Barreto Faria
Bismarck Barreto Faria (n. São Gonçalo, Brasil; 17 de septiembre de 1969) es un exfutbolista brasileño que se desempeñaba como centrocampista.

## Clubes
| Club            | País   | Año       |
| --------------- | ------ | --------- |
| Vasco da Gama   | Brasil | 1987-1993 |
| Tokyo Verdy     | Japón  | 1993-1996 |
| Kashima Antlers | Japón  | 1997-2001 |
| Fluminense      | Brasil | 2002      |
| Goiás           | Brasil | 2002      |
| Vissel Kobe     | Japón  | 2003      |

## Palmarés

### Títulos regionales
| Título             | Club          | Estado         | Año  |
| ------------------ | ------------- | -------------- | ---- |
| Taça Río           | Vasco da Gama | Río de Janeiro | 1988 |
| Campeonato Carioca | Vasco da Gama | Río de Janeiro | 1988 |
| Taça Guanabara     | Vasco da Gama | Río de Janeiro | 1990 |
| Taça Guanabara     | Vasco da Gama | Río de Janeiro | 1992 |
| Taça Río           | Vasco da Gama | Río de Janeiro | 1992 |
| Campeonato Carioca | Vasco da Gama | Río de Janeiro | 1992 |
| Copa Río           | Vasco da Gama | Río de Janeiro | 1992 |
| Taça Río           | Vasco da Gama | Río de Janeiro | 1993 |
| Campeonato Carioca | Vasco da Gama | Río de Janeiro | 1993 |
| Campeonato Carioca | Fluminense FC | Río de Janeiro | 2002 |

### Títulos nacionales
| Título             | Club            | País   | Año  |
| ------------------ | --------------- | ------ | ---- |
| Serie A            | Vasco da Gama   | Brasil | 1989 |
| Copa J. League     | Verdy Kawasaki  | Japón  | 1993 |
| J1 League          | Verdy Kawasaki  | Japón  | 1993 |
| Supercopa de Japón | Verdy Kawasaki  | Japón  | 1994 |
| Copa J. League     | Verdy Kawasaki  | Japón  | 1994 |
| J1 League          | Verdy Kawasaki  | Japón  | 1994 |
| Supercopa de Japón | Verdy Kawasaki  | Japón  | 1995 |
| Copa del Emperador | Verdy Kawasaki  | Japón  | 1996 |
| Supercopa de Japón | Kashima Antlers | Japón  | 1997 |
| Copa J. League     | Kashima Antlers | Japón  | 1997 |
| Copa del Emperador | Kashima Antlers | Japón  | 1997 |
| Supercopa de Japón | Kashima Antlers | Japón  | 1998 |
| J1 League          | Kashima Antlers | Japón  | 1998 |
| Supercopa de Japón | Kashima Antlers | Japón  | 1999 |
| Copa J. League     | Kashima Antlers | Japón  | 2000 |
| Copa del Emperador | Kashima Antlers | Japón  | 2000 |
| J1 League          | Kashima Antlers | Japón  | 2000 |
| J1 League          | Kashima Antlers | Japón  | 2001 |

### Campeonatos internacionales
| Título       | Selección | Sede     | Año  |
| ------------ | --------- | -------- | ---- |
| Copa América | Brasil    | Paraguay | 1999 |